# George Beauchamp
George Delmetia Beauchamp (Coleman County (Texas), 18 maart 1899 – Los Angeles, 20 maart 1941) was een Amerikaans uitvinder van muziekinstrumenten op oprichter van National Stringed Instrument Corporation en Rickenbacker-gitaren.

## Biografie
Beauchamp trad op in een Vaudeville-gezelschap waar hij viool en de lapsteelgitaar bespeelde voordat hij zich vestigde in Los Angeles. Met de opkomst van bigbands in de jaren twintig en dertig van de twintigste eeuw waarbij de orkesten steeds groter werden en kopersecties luider speelden, kreeg de gitaar moeite om erbovenuit te klinken. Beauchamp ging op zoek naar een manier om het geluid van zijn lapsteelgitaar te versterken.
In 1931 formeerde hij samen met Paul Barth en Adolph Rickenbacher (1886-1976) de Ro-Pat-In Corporatie voor de productie en verkoop van elektrische snaarinstrumenten. In 1934 verkreeg Beauchamp een Amerikaans patent op een elektrische gitaar. Zijn eerste model, dat vanwege de vorm aan een koekenpan deed denken, werd de Frying Pan genoemd. Deze uit aluminium gegoten lapsteelgitaar bevatte een hoefijzervormige pick-upmagneet die de trillingen van de snaren doorgaf aan een elektrische versterker.
Beauchamp overleed aan een hartaanval toen hij aan het diepzeevissen was nabij Los Angeles.